# Erro (Mondkrater)
Erro ist ein Einschlagkrater auf dem Mond, jenseits des östlichen sichtbaren Randes auf der Mondrückseite. Durch Libration gerät der Krater von Zeit zu Zeit in den sichtbaren Bereich, allerdings sind dann keine Details zu erkennen.
Erro liegt südöstlich des Mare Marginis und nordöstlich des Mare Smythii, leicht nördlich der Verbindungslinie zwischen den nähergelegenen und etwas größeren Kratern Babcock im Westen und  Saenger im Osten.
Der Krater hat einen ca. 1,2 km hohen und mehrfach unterbrochenen Kraterrand. Im Kraterinneren und auf dem Kraterrand finden sich mehrere kleine Einschläge.
Erro hat fünf Nebenkrater:
| Buchstabe | Position           | Durchmesser | Link |
| --------- | ------------------ | ----------- | ---- |
| D         | 6,95° N, 100,52° O | 28 km       |      |
| J         | 4,59° N, 99,34° O  | 15 km       |      |
| K         | 3,79° N, 99,62° O  | 16 km       |      |
| T         | 5,68° N, 96,93° O  | 15 km       |      |
| V         | 6,31° N, 97,65° O  | 17 km       |      |

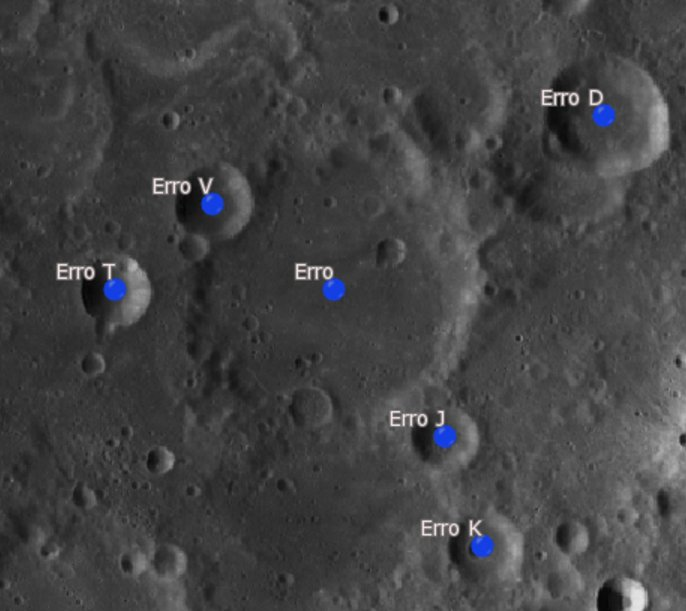
Erro und seine Nebenkrater

Der Krater wurde 1970 von der IAU offiziell nach dem mexikanischen Astronomen Luis Enrique Erro benannt.